# Angelika Braun

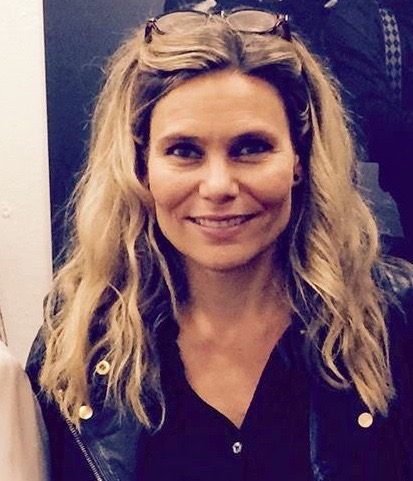
Angelika Braun

Angelika Rose Frances Braun,  född 8 december 1967 i Mexico City, är en svensk författare.

## Biografi
Braun har en civilekonom examen från Stockholms universitet samt en filmutbildning från USC Film School i Los Angeles.
1992–2007 levde och verkade Braun i södra Kalifornien och London där hon utvecklade ett flertal manus, regisserade och producerade film och TV, bland annat en novellfilm  samt en TV-pilot  På Jakt Efter Drömmen för  Strix Television[källa behövs].
Braun debuterade 2010 med barnboken Afrikas Hemlighet - och de förbjudna kunskaperna tillsammans med Mattias Klum som stod för naturfotografierna. Brauns första kriminalroman Regissören, kom ut oktober 2015.